# Schweizerische Nationalbank
| Zinssatz                                                    | Höhe            |
| ----------------------------------------------------------- | --------------- |
| Europäische Zentralbank (gültig ab: 11. Juni 2025)          |                 |
| Einlagesatz (deposit facility rate)                         | 2,00 %          |
| Hauptrefinanzierungssatz (main refinancing operations rate) | 2,15 %          |
| Spitzenrefinanzierungssatz (marginal lending facility rate) | 2,40 %          |
| Schweizerische Nationalbank (gültig ab: 20. Juni 2025)      |                 |
| SNB Leitzins                                                | 0,00 %          |
| Federal Reserve System (gültig ab: 19. Dezember 2024)       |                 |
| Federal-Funds-Rate-Zielband                                 | 4,25 bis 4,50 % |
| Primary Credit Rate                                         | 4,50 %          |
| Bank of Japan (gültig ab: 27. Januar 2025)                  |                 |
| Overnight Call Rate                                         | 0,50 %          |
| Bank of England (gültig ab: 8. Mai 2025)                    |                 |
| Official Bank Rate                                          | 4,25 %          |
| Chinesische Volksbank (gültig ab: 20. Mai 2025              |                 |
| Diskontsatz (one-year lending rate)                         | 3,00 %          |
| Reserve Bank of India (gültig ab: 9. April 2025)            |                 |
| Repo rate                                                   | 6,00 %          |

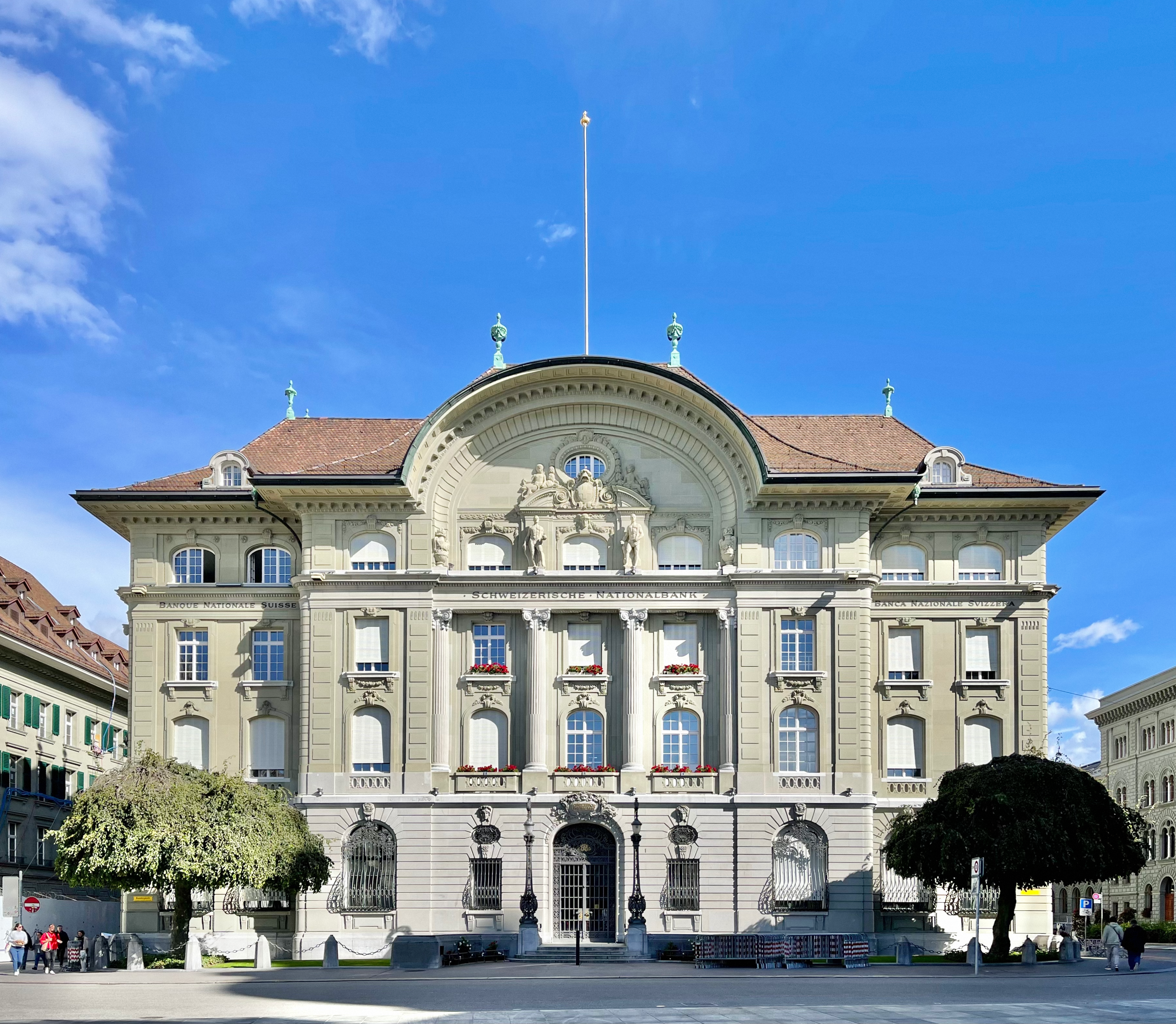
Nationalbankgebäude am Bundesplatz in Bern

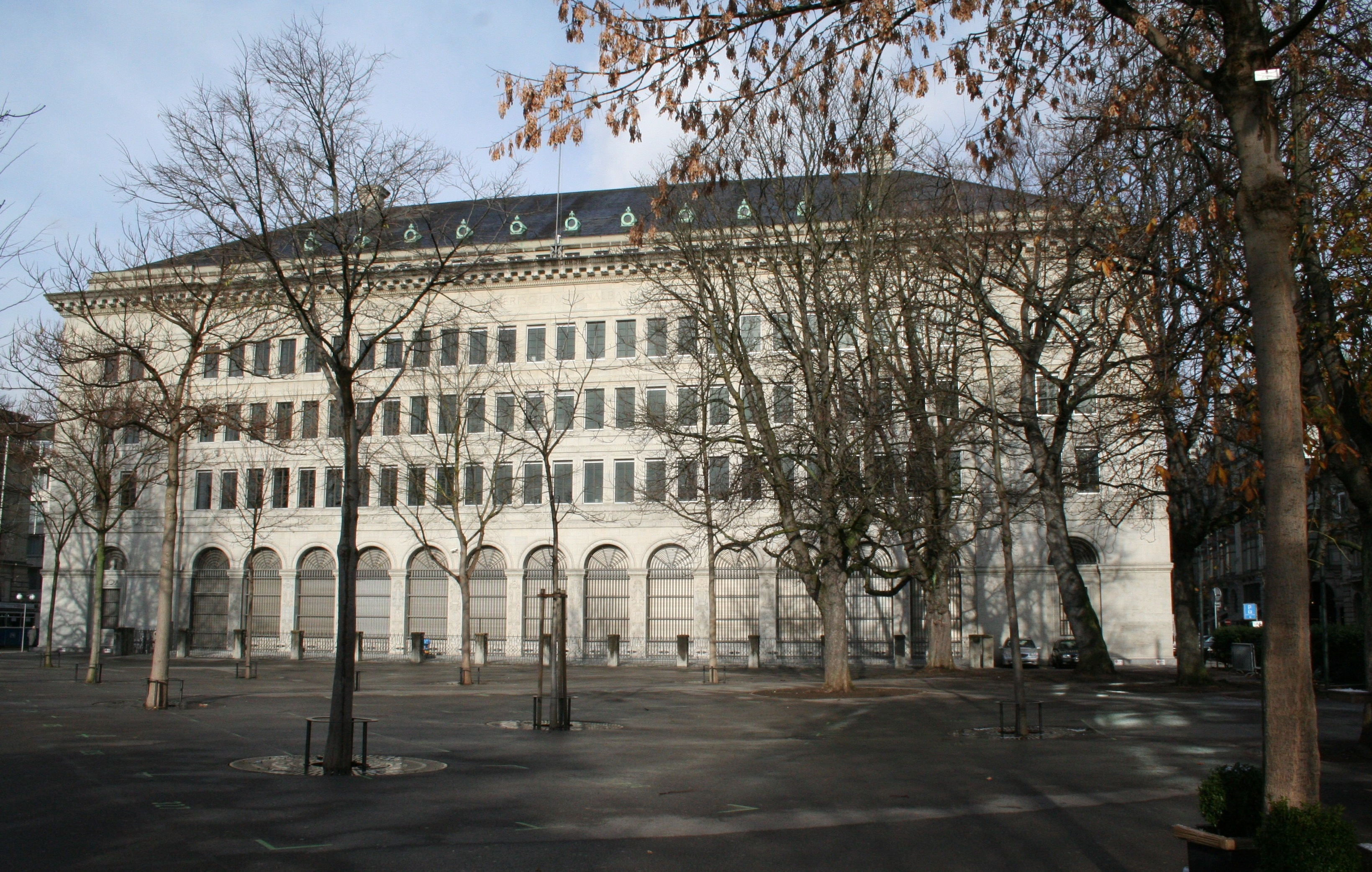
Schweizerische Nationalbank in Zürich aus Mägenwiler Muschelkalk

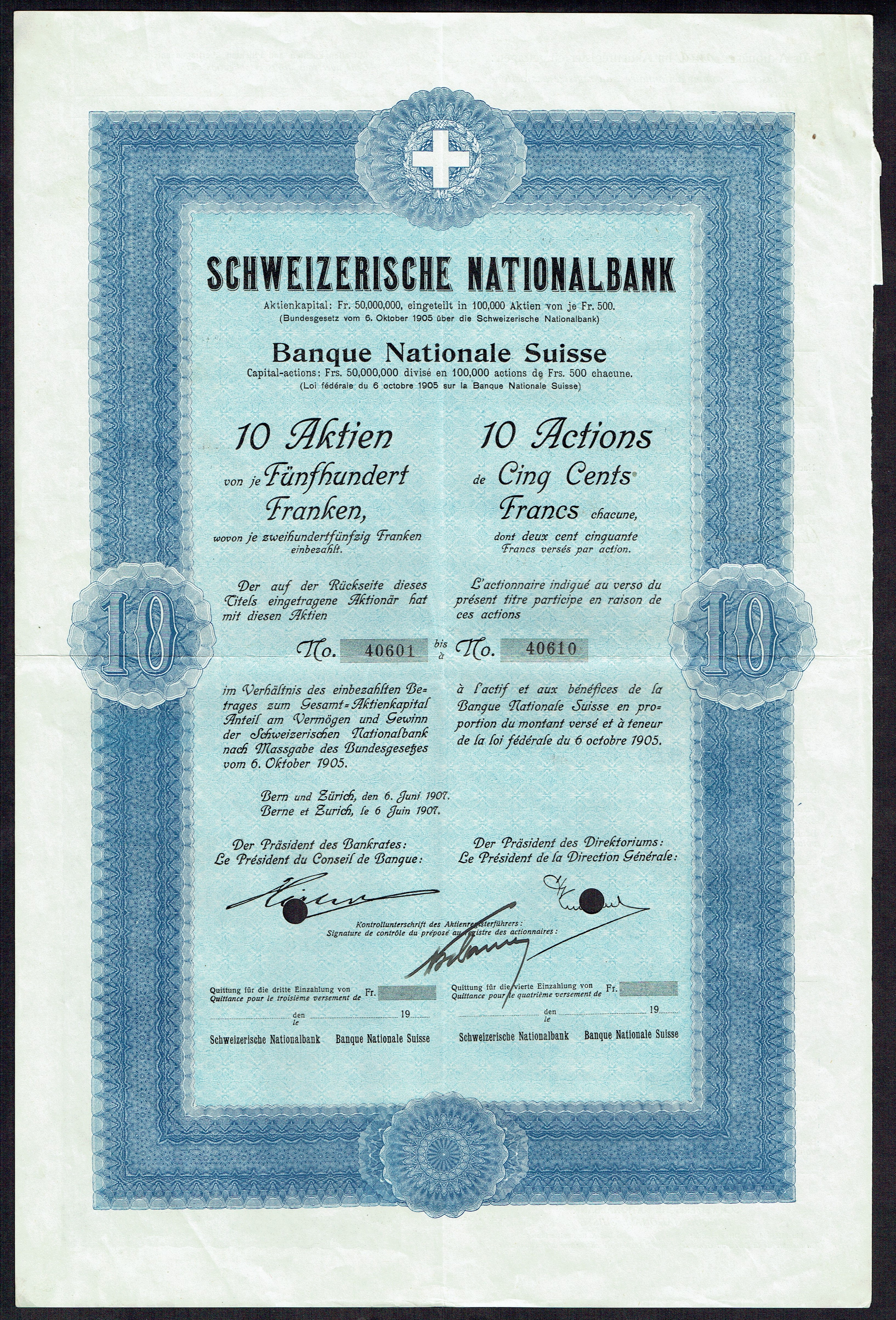
Sammelaktie über 10 × 500 Franken der Schweizerischen Nationalbank vom 6. Juni 1907

Die Schweizerische Nationalbank (SNB; französisch Banque nationale suisse, BNS; italienisch Banca nazionale svizzera, BNS; rätoromanisch Banca Naziunala Svizraⓘ, BNS) führt als unabhängige Zentralbank die Geld- und Währungspolitik der Schweizerischen Eidgenossenschaft. Die Nationalbank muss sich laut Verfassung und Gesetz vom Gesamtinteresse des Landes leiten lassen. Die Nationalbank ist in Form der spezialrechtlichen Aktiengesellschaft organisiert. In englischer Sprache tritt sie als Swiss National Bank auf.

## Aufgaben
Als unabhängige Zentralbank der Schweizerischen Eidgenossenschaft ist die SNB verpflichtet, verschiedene ökonomische Aufgaben des Landes wahrzunehmen und im Interesse des Landes zu erfüllen. Dazu gehören besonders folgende Themenfelder:
- Aufrechterhaltung der Preisstabilität
- Gewährleistung der Bargeldversorgung
- Abwicklung des bargeldlosen Zahlungsverkehrs
- Anlage der Währungsreserven
- Überwachung der Stabilität des Finanzsystems
- Erstellung von Statistiken
- Beratung des Bundes in währungspolitischen Fragen

Mit dem Studienzentrum Gerzensee betreibt die SNB eine international renommierte Ausbildungsstätte für Zentralbanker.

## Organisation

### Bankrat
Der Bankrat beaufsichtigt und kontrolliert die Geschäftsführung der Nationalbank. Er besteht aus elf Mitgliedern. Sechs Mitglieder, darunter der Präsident und der Vizepräsident, werden vom Bundesrat und fünf von der Generalversammlung gewählt. Der Bankrat bildet aus seiner Mitte einen Prüfungsausschuss, einen Risikoausschuss, einen Entschädigungsausschuss und einen Ernennungsausschuss. Die Amtsdauer für die Mitglieder des Bankrats beträgt vier Jahre und die gesamte Amtszeit maximal zwölf Jahre.
Die Mitglieder des Bankrates sind (Stand: 1. Januar 2025):
- Barbara Janom Steiner, Präsidentin
- Romeo Lacher, Vizepräsident
- Vania Alleva
- Christoph Ammann
- Andreas Dietrich
- Rajna Gibson Brandon
- Christoph Mäder
- Renaud de Planta
- Angelo Ranaldo
- Cornelia Stamm Hurter
- Christian Vitta

### Direktorium
Das oberste geschäftsleitende und ausführende Organ der Nationalbank ist das Direktorium. Es ist insbesondere zuständig für die Geld- und Währungspolitik, die Strategie zur Anlage der Aktiven und für die internationale Währungszusammenarbeit.
Das Erweiterte Direktorium besteht aus den drei Mitgliedern des Direktoriums und ihren vier Stellvertretern. Es ist zuständig für die operativ-betriebliche Führung der Nationalbank.
Die Mitglieder des Direktoriums und die Stellvertreter werden auf Vorschlag des Bankrats vom Bundesrat für eine Amtsdauer von sechs Jahren gewählt. Eine Wiederwahl ist möglich.
Am 9. Januar 2012, nach dem Rücktritt des Präsidenten Philipp Hildebrand (Affäre Hildebrand), wurde Thomas Jordan vorerst interimistisch zum Präsidenten des Direktoriums gewählt, seit 18. April 2012 zum Präsidenten.
Das dreiköpfige Direktorium setzt sich aus folgenden Mitgliedern zusammen (Stand: 1. Januar 2025):
- Martin Schlegel, Präsident des Direktoriums, Zürich
- Antoine Martin, Vizepräsident des Direktoriums, Bern
- Petra Tschudin, Mitglied des Direktoriums, Zürich

 Erweitertes Direktorium 
- Martin Schlegel, Präsident des Direktoriums, Zürich
- Antoine Martin, Vizepräsident des Direktoriums, Bern
- Petra Tschudin, Mitglied des Direktoriums
- Rosmarie Schulp, Stellvertretendes Mitglied des Direktoriums, Zürich
- Attilio Zanetti, Stellvertretendes Mitglied des Direktoriums, Zürich
- Sébastien Kraenzlin, Stellvertretendes Mitglied des Direktoriums, Bern
- Thomas Moser, Stellvertretendes Mitglied des Direktoriums, Zürich

### Äussere Organisation
Die Nationalbank hat in Bern und Zürich je einen Sitz. Daneben unterhält sie Vertretungen in Basel, Genf, Lausanne, Lugano, Luzern und St. Gallen. Dazu kommen 14 Agenturen, die von Kantonalbanken geführt werden und der Geldversorgung des Landes dienen. Seit 2013 hat die Nationalbank auch eine Niederlassung in Singapur, dies ist die erste Vertretung der Nationalbank auf ausländischem Boden.
Die Nationalbank ist eine spezialgesetzliche Aktiengesellschaft des Bundesrechts. Sie wird unter Mitwirkung und Aufsicht des Bundes nach den Vorschriften des Nationalbankgesetzes verwaltet. Die Aktien sind als Namenspapiere ausgestaltet und an der Börse kotiert. Das Aktienkapital beträgt 25 Millionen Franken und war zuletzt zu rund 55 Prozent im Besitz der öffentlichen Hand (Kantone, Kantonalbanken etc.). Der Bund besitzt keine Aktien. Ende 2018 war die SNB zum ersten Mal mehrheitlich in privatem Besitz; bereits 2017 ist die Thurgauer Kantonalbank ausgestiegen. Bei der Nationalbank arbeiten rund 900 Personen. Sie ist damit eine der kleinsten Zentralbanken in Europa.
Die grössten Aktionäre der SNB per 31. Dezember 2023:
- Kanton Bern mit 6,63 Prozent
- Kanton Zürich mit 5,2 Prozent
- Theo Siegert mit 5,01 Prozent
- Kanton Waadt mit 3,401 Prozent
- Kanton St. Gallen  mit 3,002 Prozent

Weitere Aktionäre gibt die SNB nicht bekannt. Wie aber aus einer Anfang 2023 beantworteten Anfrage des Grossrats Laurin Hoppler an den Regierungsrat hervorgeht, hat der Kanton Basel-Stadt eine Beteiligungsquote von 1,4 Prozent und die Basler Kantonalbank eine von 0,85 Prozent.

## Geldpolitik
Die SNB steuert ihre Geldpolitik seit 2021 mittels des SARON. Zuvor erfolgte diese mittels eines Zielbandes für den 3-Monats-Libor am Franken-Geldmarkt. Bis 2000 erfolgte statt der Festlegung eines Referenzzinsbandes die Publikation eines Geldmengenziels.
Als geldpolitisches Instrument zur Umsetzung ihrer Geldpolitik setzte die SNB ab dem Jahr 2000 primär Repo-Geschäfte ein, mit denen sie den Markt regelmässig mit Geld versorgte. Bei Bedarf entzog sie mit dem gleichen Instrument dem Markt Liquidität. Im Zuge der Finanzkrise löste die SNB das Repo-Geschäft ab Oktober 2008 sukzessive durch Devisenkäufe ab. Die durch den Ausbau der Währungsreserven entstehende überschüssige Franken-Liquidität schöpft sie durch die Emission eigener Geldmarktpapiere, den sogenannten SNB Bills, wieder ab. Mittlerweile stellen Devisenkäufe und SNB Bills die wichtigsten Instrumente zur Umsetzung der Geldpolitik dar.

### Aussenwert des Frankens
Am 6. September 2011 schrieb die SNB in einer Mitteilung, dass die Überbewertung des Schweizer Frankens eine akute Bedrohung für die Schweizer Wirtschaft darstelle. Deshalb sei eine deutliche und dauerhafte Abwertung des Frankens ihr Ziel:

Nationalbank legt Mindestkurs von 1.20 Franken pro Euro fest:
Die gegenwärtig massive Überbewertung des Schweizer Frankens stellt eine akute Bedrohung für die Schweizer Wirtschaft dar und birgt das Risiko einer deflationären Entwicklung.
Die Schweizerische Nationalbank strebt daher eine deutliche und dauerhafte Abschwächung des Frankens an. Sie toleriert am Devisenmarkt ab sofort keinen Euro-Franken-Kurs unter dem Mindestkurs von 1.20. Die Nationalbank wird den Mindestkurs mit aller Konsequenz durchsetzen und ist bereit, unbeschränkt Devisen zu kaufen. Der Franken ist auch bei 1.20 pro Euro hoch bewertet und sollte sich über die Zeit weiter abschwächen. Falls die Wirtschaftsaussichten und die deflationären Risiken es erfordern, wird die Nationalbank weitere Massnahmen ergreifen.

Die Finanzmärkte reagierten sofort: Der Franken fiel von 1.11 auf 1.21 Franken/Euro; die Aktienmärkte in der Schweiz legten kräftig zu (z. B. der Swiss Market Index), weil der starke Franken bis dahin Exporte von schweizerischen Unternehmen ins Ausland unattraktiver gemacht hatte. An dieser Koppelung des Frankens an den Euro und den Mindestkurs von 1.20 Franken pro Euro hielt die Schweizerische Nationalbank bis zum 15. Januar 2015 fest. Daraufhin sprang der Kurs des Schweizer Frankens kurzzeitig auf 0.8317 CHF/EUR und überschritt seitdem die Zielmarke von 1.20 EUR/CHF nicht mehr.

### Goldbestand

Goldbarren der SNB (1975)

Der Goldbestand von 1040 Tonnen lagert zu 70 Prozent in der Schweiz, etwa 20 Prozent bei der Bank of England und rund 10 Prozent bei der Bank von Kanada (Stand 2013).
Die SNB orientiert sich – anders als die Deutsche Bundesbank und die US-Notenbank – am Marktwertprinzip. Dadurch schlägt der Goldpreis in ihrer Gewinn-und-Verlust-Rechnung durch. Für 2013 fällt die SNB-Dividende erstmals seit langem aus; 2013 war der Goldpreis stark gefallen, während er die Jahre zuvor stark gestiegen war.
Das World Gold Council veröffentlichte (Stand: September 2013), dass sechs anderen Staaten bzw. der Internationale Währungsfonds (IWF) grössere Goldbestände haben:
USA (8134 Tonnen), Deutschland (3391), IWF (2814), Italien (2452), Frankreich (2435), China (1054 Tonnen).

### Gewinnverwendung
Nach Art. 31 des Nationalbankgesetzes (NBG) erhalten die Aktionäre eine Dividende von höchstens 6 Prozent des Aktienkapitals, also 1,5 Mio. Franken. Das sind bei einem Nennwert von 250 Franken maximal 15 Franken pro Aktie. Der diese Ausschüttung übersteigende Betrag des Bilanzgewinns fällt zu einem Drittel an den Bund und zu zwei Dritteln an die Kantone.

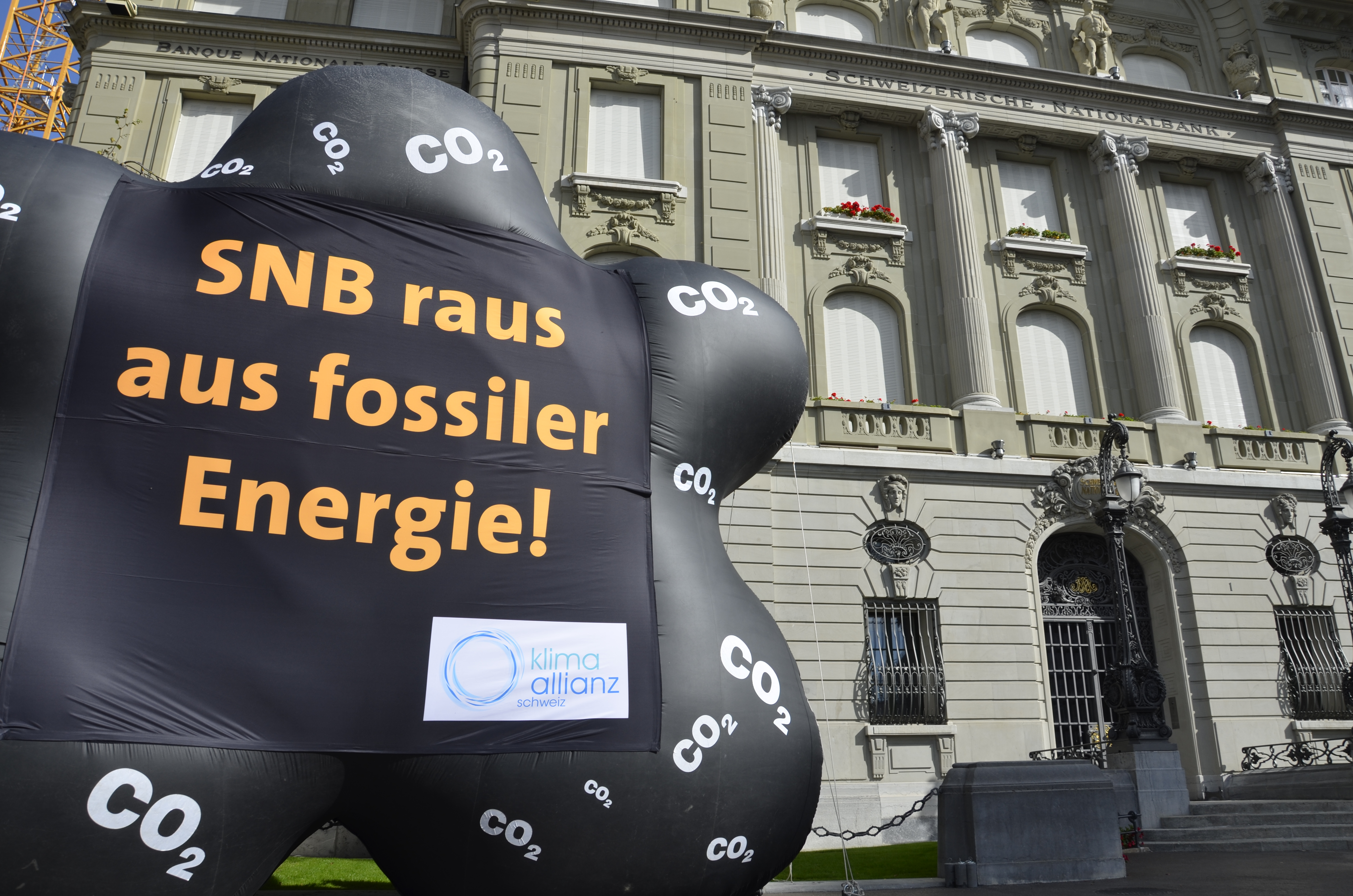
Klimademonstration in Bern vor der Schweizerischen Nationalbank

### Nachhaltigkeit
Die Klima-Allianz fordert mehr Nachhaltigkeit und Klimaschutz bei der Nationalbank. Eine entsprechende parlamentarische Initiative von Nationalrätin Adèle Thorens wurde vom Nationalrat 2018 abgelehnt. Die SNB begann 2019 im Zuge internationaler Entwicklungen sich ein wenig zu bewegen und dem Central Banks and Supervisors Network for Greening the Financial System (NGFS) beizutreten. In einem zuvor veröffentlichten Bericht hatte das Netzwerk festgestellt, dass Klimarisiken für die Finanzstabilität relevant sind und in den Risikobeurteilungen durch externe Ratings und weitere Marktteilnehmer nicht ausreichend berücksichtigt wurden. Ende 2020 gab die SNB bekannt, «neu sämtliche Unternehmen, die primär Kohle abbauen, aus unseren Portfolios auszuschliessen.»

## Geschichte

### Liste der Präsidenten des Direktoriums und des Bankrats
| Präsident Direktorium   | Amtsdaten | Präsident Bankrat     | Amtsdaten |
| ----------------------- | --------- | --------------------- | --------- |
| Heinrich Markus Kundert | 1907–1915 | Johann Daniel Hirter  | 1906–1923 |
| August Burckhardt       | 1915–1924 | Paul Emil Usteri      | 1923–1927 |
| Gottlieb Bachmann       | 1925–1939 | Alfred Sarasin        | 1927–1935 |
| Ernst Weber             | 1939–1947 | Gustav Schaller       | 1935–1939 |
| Paul Victor Keller      | 1947–1956 | Gottlieb Bachmann     | 1939–1947 |
| Walter Schwegler        | 1956–1966 | Alfred Müller         | 1947–1959 |
| Edwin Stopper           | 1966–1974 | Brenno Galli          | 1959–1978 |
| Fritz Leutwiler         | 1974–1984 | Edmund Wyss           | 1978–1986 |
| Pierre Languetin        | 1985–1988 | François Schaller     | 1986–1989 |
| Markus Lusser           | 1988–1996 | Peter Gerber          | 1989–1993 |
| Hans Meyer              | 1996–2000 | Jakob Schönenberger   | 1993–1999 |
| Jean-Pierre Roth        | 2001–2009 | Eduard Belser         | 1999–2002 |
| Philipp Hildebrand      | 2010–2011 | Hansueli Raggenbass   | 2002–2012 |
| Thomas Jordan           | 2012–2024 | Jean Studer           | 2012–2019 |
| Martin Schlegel         | 2024–     | Barbara Janom Steiner | 2019–     |

### Unterstützung der nationalsozialistischen Kriegswirtschaft

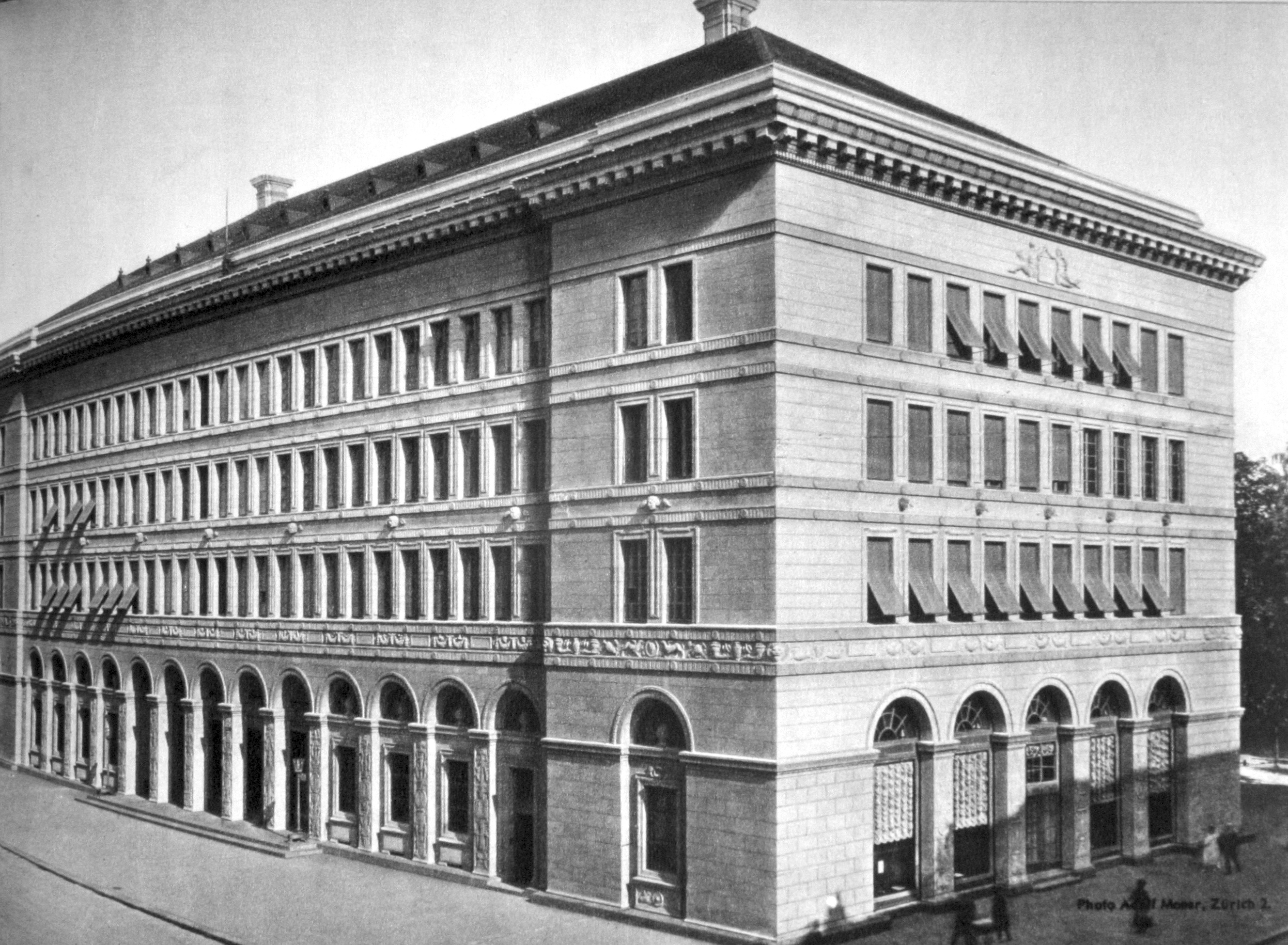
1922: die neu erbaute Nationalbank Zürich

Die Schweiz war während des Zweiten Weltkriegs der wichtigste Umschlagplatz für Gold aus dem Machtbereich des Dritten Reichs. Anfangs wurde ein kleiner Teil der Goldgeschäfte auch über Geschäftsbanken abgewickelt, auf Bundesratsbeschluss hin kaufte ab Ende 1942 nur noch die SNB Gold aus dem Dritten Reich an. Zu Beginn des Kriegs unternahm die SNB bezüglich des von der Reichsbank gelieferten Goldes keinen Versuch, zwischen rechtmässig erworbenem und geraubtem Gold zu unterscheiden. Dass die Reichsbank über illegales Raubgold aus den deutschen Kriegszügen – insbesondere aus der Belgischen Nationalbank und der niederländischen Zentralbank – verfügte, war der Leitung der Schweizerischen Nationalbank spätestens seit 1942 bekannt. Dass Gold auch den Holocaust-Opfern abgenommen wurde, hielt sie seit Dezember 1943 für möglich. Bereits in der zweiten Jahreshälfte 1940 erhielt die SNB die ersten Hinweise, dass in den besetzten Ländern nicht nur bei Zentralbanken, sondern auch von Privatpersonen Gold eingezogen wurde und im August 1942 liess ein in der NZZ erschienener Artikel keine Fragen über die Herkunft des Reichsbankgoldes mehr offen. Die Warnungen der Alliierten ab Anfang 1943 bezüglich der Raub- und Plünderungswirtschaft der Nazis führten keineswegs zur Einstellung der Geschäftsbeziehung, vielmehr wurde bis April 1945 Gold angekauft.

### 100. Jubiläum
Im Jahr 2007 feierte die Nationalbank ihr 100-jähriges Bestehen. Aus diesem Anlass hat die Schweizerische Post zwei Sondermarken herausgegeben. Die Briefmarken im Wert von 85 Rappen und 1 Franken erinnern in Form und Aussehen stark an die damals aktuelle Schweizer Notenserie von Gestalter Jörg Zintzmeyer. Die 1-Franken-Marke gleicht einer 100-Franken-Banknote. Die 85-Rappen-Marke erinnert an eine fiktive Note.  Ebenso hat die Swissmint (Eidg. Münzstätte) eine Gedenkmünze zu 20 Sfr. zum Jubiläum herausgegeben.

### Finanzielle Stabilisierungsmassnahmen
Am 20. Dezember 2017 übernahm die SNB 90 % des in finanzielle Schwierigkeiten geratenen Sicherheitspapierherstellers Landqart, von dem das Papier für die Banknoten des Schweizer Franken stammt.

### Erhöhung der Mindestreserveanforderungen
Am 22. April 2024 teilte die SNB mit, dass sie die Mindestreserveerfordernis der inländischen Banken erhöht und die Nationalbankverordnung per 1. Juli 2024 entsprechend anpasst. Ausserdem hebt sie zu diesem Zeitpunkt den Mindestreservesatz von derzeit 2,5 auf 4 Prozent an.